# Kenny Washington
Kenneth S. "Kingfish" Washington (31 de agosto de 1918, Los Ángeles, California – 24 de junio de 1971) fue un jugador de fútbol americano profesional quien fue uno de los primeros afroamericanos en la era moderna (después de la Segunda Guerra Mundial) de la National Football League.

## UCLA Bruins
Fue un running back destacado de la escuela Abraham Lincoln High School en Los Ángeles, California.
Al estudiar en la universidad asistió a UCLA, donde corrió para 1,914 yardas en su carrera como universitario, esa marca en la universidad se mantuvo por 34 años. Fue uno de los cuatro afroamericanos que jugaron en el equipo de fútbol americano de los UCLA Bruins de 1939, los otros fueron Woody Strode, Jackie Robinson y Ray Bartlett.
Fue el líder de los Estados Unidos en yardas totales y fue el primer jugador All-American por consenso en la historia del programa de fútbol americano de UCLA.

## NFL
Después de graduarse de UCLA, no pudo jugar en la NFL ya que los jugadores negros les estaba negado el acceso en parte gracias a George Preston Marshall, el primer dueño de los Washington Redskins, así que jugó con los Hollywood Bears de la extinta liga Pacific Coast Professional Football League de 1941 a 1945. En 1946 cuando los Cleveland Rams se mudaron a Los Ángeles, los comisionados del Los Angeles Memorial Coliseum estipularon como parte del acuerdo que el equipo debía contratar jugadores negros. Por lo tanto, los Rams firmaron a Washington y a su excompañero de UCLA Woody Strode. su estadía en la NFL fue de solo tres años, pero su impcto dentro de la liga fue enorme. Fue elegido al Salón de la Fama del Fútbol Americano Universitario en 1956 y su número fue retirado en el equipo de UCLA (# 13).

## Después del fútbol americano
Después de su retiro, Washington trabajó como oficial de policía del Departamento de Policía de Los Ángeles. Murió el 24 de junio de 1971.